# Bonus (patrice)
Pour les articles homonymes, voir Bonus.
Bonus (en grec : Βῶνος or Βόνος, mort en 627) est un général byzantin et l'un des personnages les plus proches de l'empereur Héraclius. Il joue un rôle déterminant dans la défense de Constantinople lors du siège combiné de Constantinople par les Perses et les Avars en 626.

## Biographie

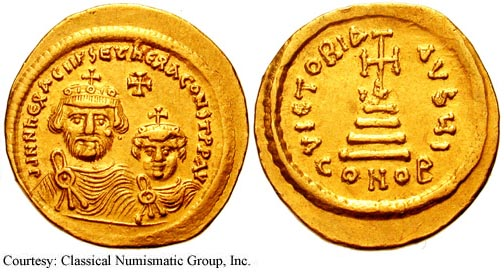
Solidus en or représentant Héraclius, dont Bonus est l'un des généraux les plus proches.

Presque rien n'est connu des origines et de la vie privée de Bonus. Dans un poème panégyrique dédié à Bonus en 626, Georges de Pisidie en parle comme d'un compagnon d'armes d'Héraclius, ce qui pourrait impliquer qu'il l'a accompagné lors de son départ d'Afrique en 610, pour renverser l'empereur Phocas. Il a aussi un fils illégitime, envoyé comme otage aux Avars en 622.
Dans les années 620, les Byzantins sont engagés dans une guerre prolongée contre l'Empire des Sassanides. Lors des vingt années précédentes, les armées perses ont remporté plusieurs victoires consécutives, s'emparant de la plupart du Levant byzantin. En 622, après avoir assuré la paix avec les Avars dans les Balkans, Héraclius met en œuvre une campagne qu'il dirige en personne contre les Perses. Bonus est alors laissé en arrière à Constantinople, comme représentant de l'empereur et gardien de ses jeunes fils, conjointement avec le patriarche Serge Ier de Constantinople,. Au cours de l'absence de Héraclius, Bonus est un régent compétent.
Les titres et les postes précis qu'occupe Bonus sont mal connus. Il détient le rang de patrice. Dans les sources, il est mentionné comme le magistros. Ce terme pourrait signifier qu'il détient le poste de Magister officiorum mais Théodore Syncelle le désigne comme « le général » (strategos), ce qui pourrait faire référence au poste de magister militum praesentales. Les historiens modernes sont divisés. Walter Kaegi et les auteurs du Prosopography of the Later Roman Empire (La Prosopographie de l'Empire Romain tardif) soutiennent la deuxième thèse,, à la différence de John Haldon.
En 626, Héraclius remporte plusieurs victoires en Orient et parvient à renverser la donne stratégique en sa faveur. Toutefois, le général perse Schahr-Barâz est toujours positionné à l'ouest de l'Anatolie, à proximité de Constantinople. À ce moment, les Perses parviennent à un accord avec les Avars, dans la perspective d'un siège conjoint de Constantinople. À cette fin, les Perses progressent vers Chalcédoine dont ils s'emparent avant de la raser. Cette ville est située en face de Constantinople et, là, les Perses attendent l'arrivée des Avars. Dans le même temps, l'empereur Héraclius apprend l'existence de cette menace contre sa capitale mais il décide de ne pas s'y rendre, au profit de l'envoi de conseils et de renforts à Bonus, qui procède au renforcement des murailles de la ville et au rassemblement de provisions,.
L'armée des Avars se présente devant Constantinople en juillet 626. Des propositions de reddition du khagan sont rejetées par Bonus et le siège commence le 29 juillet. Bonus est le commandant en chef des défenseurs. Au cours des cinq premiers jours du siège, il envoie plusieurs ambassades pour persuader le khagan de se retirer. Il lui offre notamment de l'argent,. Le cinquième jour, les émissaires byzantins rencontrent une ambassade perse dans la tente du khagan, ce qui souligne le danger auquel fait face la cité impériale. En effet, les Avars pourraient transporter l'armée perse à travers le Bosphore. Le dixième jour du siège, le 7 août, les assauts avars atteignent leur paroxysme. C'est à ce moment que Bonus parvient à piéger les Avars. En effet, les Byzantins ont appris que le signal de traversée de la flotte ennemie en direction des Perses est l'allumage d'un grand feu. Par conséquent, les Byzantins décident d'installer leur propre « phare » au niveau des Blachernes et, alors que les Avars traversent le détroit, la flotte byzantine, cachée dans la Corne d'Or, intervient et leur inflige une défaite décisive,.
Ce succès se combine avec le fait que les Avars sont repoussés des murailles par les défenseurs. Bonus doit alors tempérer les ardeurs des habitants de la ville qui souhaitent poursuivre l'ennemi et s'emparer notamment de leurs armes de siège. Finalement, le 8 août, les Avars commencent à se replier et Bonus, le patriarche Serge et de nombreuses personnes viennent assister à cette retraite, qui donne lieu à la destruction par les Avars de leurs propres tours de siège. Peu après, Théodore, le frère de l'empereur, arrive à la tête d'une armée et prend la direction des affaires au sein de la capitale,. Quelques mois plus tard, en mai 627, Bonus meurt et est enterré (le 11 mai) dans le monastère du Stoudion.